# Valentin Costache
Pour les articles homonymes, voir Costache.
Valentin Costache, né le 2 août 1998 à Videle en Roumanie, est un footballeur roumain qui évolue au poste d'ailier gauche à l'UTA Arad.

## Biographie

### Dinamo Bucarest
Né à Videle en Roumanie, Valentin Costache commence le football dans le club local du CSȘ Videle avant de poursuivre sa formation au Dinamo Bucarest, qu'il rejoint en 2014 et qui lui donne sa chance en professionnel en lui offrant ses premières minutes le 20 décembre 2015, alors qu'il n'a que 17 ans. Ce jour-là le Dinamo affronte le CFR Cluj et les deux équipes se neutralisent (1-1). Il inscrit son premier but en professionnel le 14 février 2016 contre le FC Botoșani, lors de sa deuxième apparition seulement. Il est titulaire ce jour-là et donne la victoire à son équipe en inscrivant le seul but de la partie,.

### CFR Cluj
En janvier 2018 Valentin Costache rejoint le CFR Cluj. Il joue son premier match sous ses nouvelles couleurs le 5 février 2018 face au Concordia Chiajna, en championnat. Il entre en jeu et son équipe s'impose par deux buts à zéro.

### En sélection nationale
Le 1er septembre 2017, Valentin Costache reçoit sa première sélection avec l'équipe de Roumanie espoirs face à la Bosnie-Herzégovine. Il est titulaire ce jour-là et les Roumains remportent la partie sur le score de trois buts à un.